# История почты и почтовых марок Люксембурга
История почты и почтовых марок Люксембурга, государства в Западной Европе, окружённого Бельгией, Францией и Германией, условно делится на домарочный период и этап, связанный с началом выпуска собственных почтовых марок в 1852 году.
|                                                                                              |
|                                                                                              |
| Почтовая карета (1880) и старинный почтовый ящик. Музей почты и телекоммуникаций Люксембурга |

## Развитие почты
История почты на территории современного Люксембурга ведёт своё начало со Средних веков. Почтовая связь здесь изначально развивалась в рамках почтовых систем Германии, Франции, Австрии, Испании и Нидерландов, под контролем которых люксембургское графство, а затем герцогство находилось в прошлом. С появлением почты Турн-и-Таксис Люксембург вошёл в сеть её почтового обслуживания и располагался на маршруте по направлению к Мозелю во Франции.
В 1795—1815 годах Люксембург был оккупирован французской армией и стал департаментом Франции, а его почтовая служба была интегрирована во французскую.
После 1815 года люксембургское герцогство перешло под правление Голландии и Бельгии. Голландские типы почтовых пометок характерны для этого периода.
В 1830 году в результате бельгийского восстания против голландского контроля Люксембург присоединился к Германскому союзу. На его территории квартировались прусские войска, которые имели свою собственную полевую почту (Feldpost). Штемпели домарочного периода применялись в Люксембурге, пока в 1852 году в обращение не были введены почтовые марки.

## Выпуски почтовых марок

### Первые марки
Впервые Люксембург выпустил свои почтовые марки 15 сентября 1852 года. Номиналы на первых двух марках были обозначены в бельгийской и прусской валютах: на одной марке — 10 бельгийских сантимов и на другой — 1 прусский зильбергрош. Однако позднее почтовые выпуски выходили только с номиналами в бельгийском денежном исчислении. При этом на первых марках не было государственного обозначения, а лишь присутствовала надпись фр. «Postes» («Почта»).

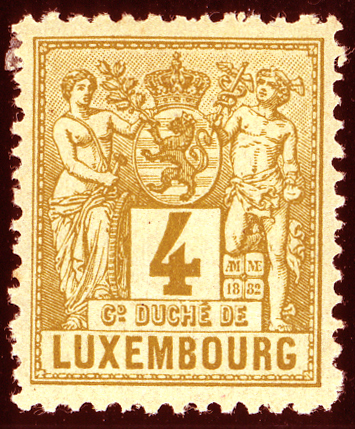
Марка Люксембурга, 1882

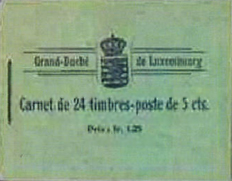
Обложка марочного буклета Люксембурга, 24 × 5 сантимов, 1895

### Последующие эмиссии
Название государства появилось на почтовых марках Люксембурга в 1859 году. С тех пор на марках делаются надписи: фр. «Grand Duche de Luxembourg» («Великое герцогство Люксембург») или «Luxembourg» («Люксембург»).
В годы Первой мировой войны, когда Люксембург был занят германскими войсками, хождение имели ненадпечатанные марки Люксембурга. В то же время для почтовых нужд армии Германии были созданы отделения полевой почты.
Первые памятные марки Люксембурга вышли в 1921 году.
Люксембург стал эмитентом первых в мире кляйнбогенов и почтовых блоков — соответственно в 1906 и 1923 годах.

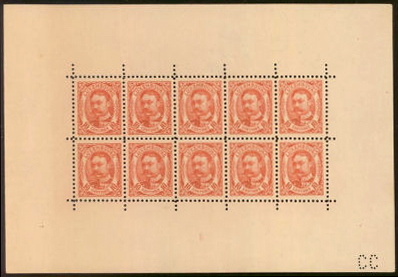
Первый кляйнбоген Люксембурга, 10 × 10 сантимов, 1906 (Sc #82a)
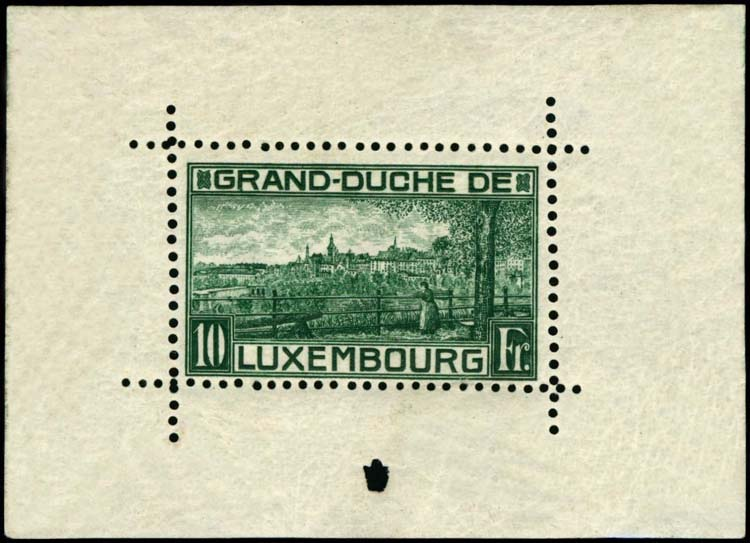
Первый почтовый блок Люксембурга, 10 франков, 1923 (Sc #151)

### Вторая мировая война
После оккупации Люксембурга Германией в мае 1940 года в почтовом обращении находились марки Германии, надпечатанные для использования в Люксембурге и эмитированные 1 октября 1940 года, и люксембургские марки с надпечатками номиналов в немецкой валюте, появившиеся в декабре того же года. В мае 1941 года Люксембург стал частью германской провинции Мозельланд, и с января 1942 года до освобождения в 1944 году здесь имели хождение германские марки. 6 ноября 1944 года Люксембург возобновил выпуск марок с номиналами в бельгийской валюте.

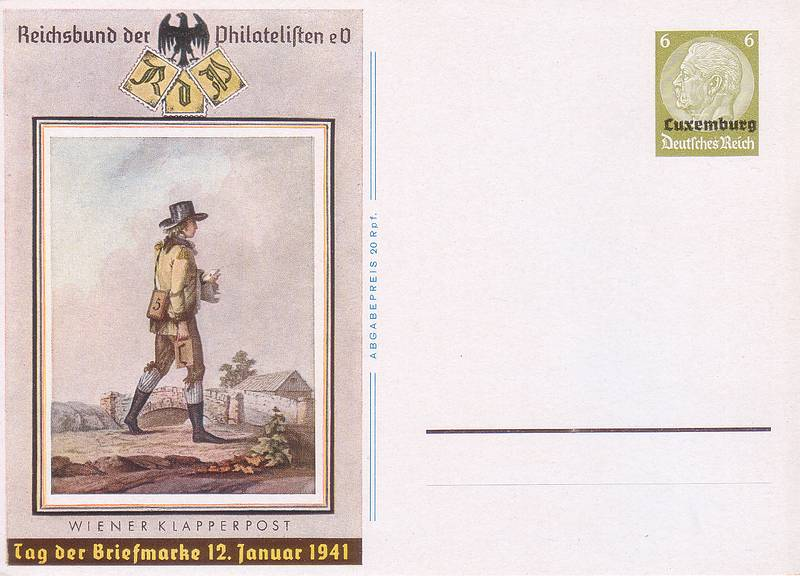
Маркированная почтовая карточка немецкой оккупации Люксембурга, выпущенная ко Дню почтовой марки,
12 января 1941 года, с репродукцией гравюры Иеронима Бенедикта «Письмоносец с трещоткой» (конец XVIII века) и
надпечаткой «Luxemburg» на стандартной марке нацистской Германии

В 1945 году в связи с освобождением Люксембурга от немецко-фашистской оккупации (1940—1944) была эмитирована серия памятных марок в честь четырёх главных государств — членов Антигитлеровской коалиции. На одной из марок был помещён текст на русском языке «Слава СССР», а также серп и молот (причем ошибочно в зеркальном отображении).

## Другие виды почтовых марок

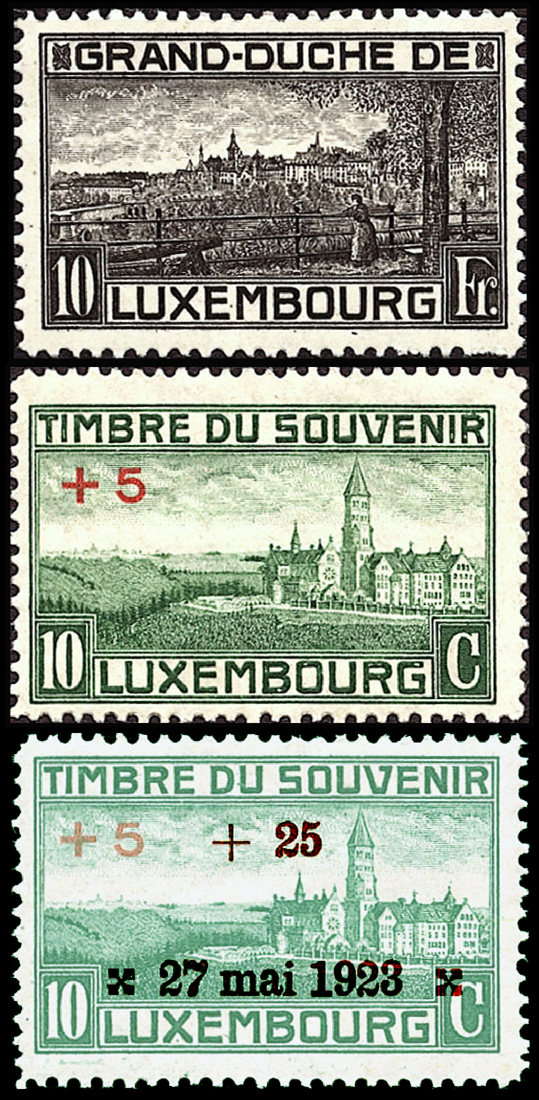
Марки Люксембурга(Sc #151, B1, B4): стандартная (1923) и две почтово-благотворительные (1921, 1923;
с надпечатками сборов в фонд возведения памятника участникам Первой мировой войны)

### Авиапочтовые
Первая авиапочтовая марка вышла в 1931 году. Надпись на авиапочтовых марках: «Poste aerienne» («Авиапочта»).

### Служебные
Служебные марки в Люксембурге выпускались с 1875 по 1935 год. На них могут присутствовать надпечатки или проколы аббревиатуры «SP» (от фр. «Service public» — «Публичная служба») или слова «Officiel» («Служебное»).

### Почтово-благотворительные
Первая почтово-благотворительная марка Люксембурга увидела свет в 1921 году. Почтово-благотворительные марки выходили в Люксембурге и в дальнейшем. Надпись на некоторых из них гласила: лат. «Caritas» («Благотворительность»).
В 1935 году была издана большая почтово-благотворительная серия, которая продавалась по двойной цене с разницей в пользу международного Фонда поддержки интеллигенции. Интересно, что на 15-сантимовой марке имеется сюжетная ошибка рисунка: заголовочная часть с названием изображённой газеты помещена не на первой, а на последней странице.
6 ноября 1944 года на 12-марочной серии этого же года делалась надпечатка номинала почтово-благотворительного сбора в 50 сантимов, 5 и 15 франков на нужды восстановления после вывода немецких войск из Люксембурга в сентябре 1944 года. Серия продавалась только с предварительным гашением[≡].

Примеры почтово-благотворительных марок Люксембурга
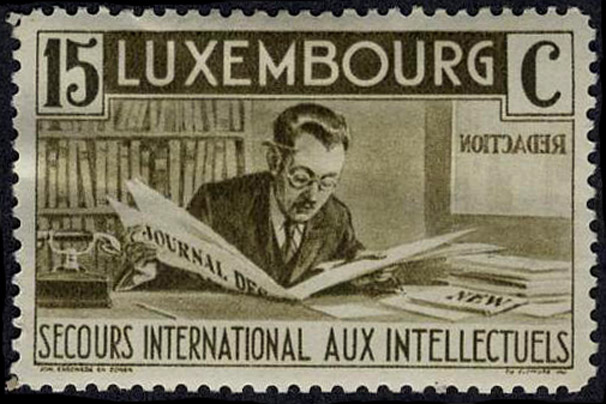
1935 (Yt #270; Sc #B65C): с сюжетной ошибкой
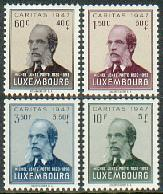
1947 (Mi #427—430; Yt #402—405): серия с портретом поэта М. Ленца и надписью лат. «Caritas» («Благотворительность»)

### Доплатные
Доплатные марки в Люксембурге выпускались с 1907 по 1947 год. Надпись на доплатных марках: «A payer» («Доплатить»), «Тахе» («Доплата»).

### Телеграфные
Телеграфные марки впервые были эмитированы в Люксембурге в 1873 году и находились в употреблении в течение следующих нескольких десятилетий.

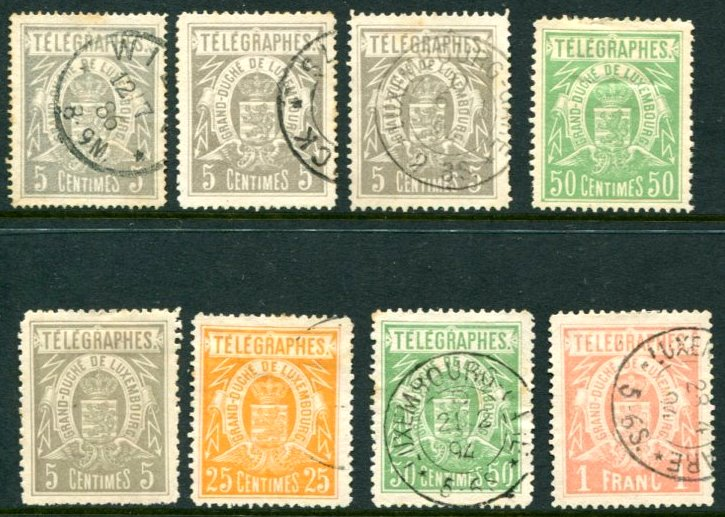
Телеграфные марки Люксембурга: выпуски 1880-х и 1890-х годов

## Надпечатки на почтовых марках
Первая надпечатка на почтовой марке Люксембурга была сделана 28 октября 1872 года на выпуске 1866 года. Надпечатка «UN FRANC.» повышала номинал марки до 1 франка из-за дефицита высокономинальных марок. Имела хождение до 31 декабря 1905 года.
Последняя надпечатка (почтово-благотворительного сбора) сделана 6 ноября 1944 года на 12-марочной серии этого же года.[^].

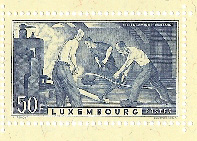
Марка из почтово-благотворительного блока Люксембурга
в честь национальной выставки почтовых марок в Дюделанже (1946)

За весь период было произведено 255 каталогизированных надпечаток, из них 183 — с изменением типа марки для франкирования служебной корреспонденции, 35 — с изменением номинала марки, 15 — почтово-благотворительных, 16 — во время германской оккупации во Второй мировой войне, 6 — памятных.

## Развитие филателии
Коллекционирование почтовых марок в Люксембурге имеет давние традиции. В стране неоднократно проводились национальные и международные филателистические форумы и выставки. Так, в 1936 году Люксембург стал местом проведения 11-го конгресса Международной федерации филателии. Этому событию была приурочена серия люксембургских марок, что стало первым в истории случаем, когда международной филателистической организации посвящались марки.
Первая после окончания Второй мировой войны национальная выставка почтовых марок была организована 28—29 июля 1946 года в Дюделанже. По этому случаю издавался почтово-благотворительный блок, на котором дана репродукция графической работы Огюста Тремонта с изображением старинного прокатного стана.